# Reuzenpad
De reuzenpad of zeepad (Rhinella marina) is een kikker uit de familie van de padden (Bufonidae). De reuzenpad staat ook wel bekend onder andere Nederlandse namen, zoals zeepad en suikerrietpad en daarnaast zijn verschillende wetenschappelijke namen gepubliceerd. In de literatuur werd de soort vroeger meestal aangeduid met Bufo marinus.
De reuzenpad komt oorspronkelijk voor in grote delen van Midden- en Zuid-Amerika, maar is door de mens op verschillende andere plaatsen geïntroduceerd, zoals het Caraïbisch gebied, delen van Azië en op Australië. De kikker werd hier vrijgelaten om insecten en muizen te bestrijden, maar in plaats van deze plaagdieren op te eten richtte de kikker zich op andere dieren, zoals andere amfibieën die ook insecten eten. Daarnaast is de kikker erg giftig en vijanden in gebieden waar de kikker van nature niet voorkomt kunnen doodgaan als ze de kikker proberen te eten. Hierdoor wordt de reuzenpad tegenwoordig zelf als plaagdier gezien. De reuzenpad is zelfs een symbool geworden voor diersoorten die een ecologische ramp veroorzaakt hebben als ze in gebieden terechtkomen waar ze eigenlijk niet thuishoren.
De reuzenpad is een van de grootste soorten kikkers ter wereld en kan een lengte bereiken van meer dan 20 centimeter. De kikker lijkt uiterlijk sterk op de in België en Nederland voorkomende gewone pad, die echter veel kleiner blijft. De lichaamskleur is bruin en de pad heeft een tekening die variabel is. De huid is ruw en voorzien van vele wratachtige huidklieren. Achter de ogen zijn twee grote 'bobbels' aanwezig die voorzien zijn van kleine gaatjes. Deze verdikkingen zijn de gifklieren, de gaatjes zijn de poriën waardoor het gif naar buiten stroomt als de kikker wordt verstoord.

## Naamgeving en taxonomie

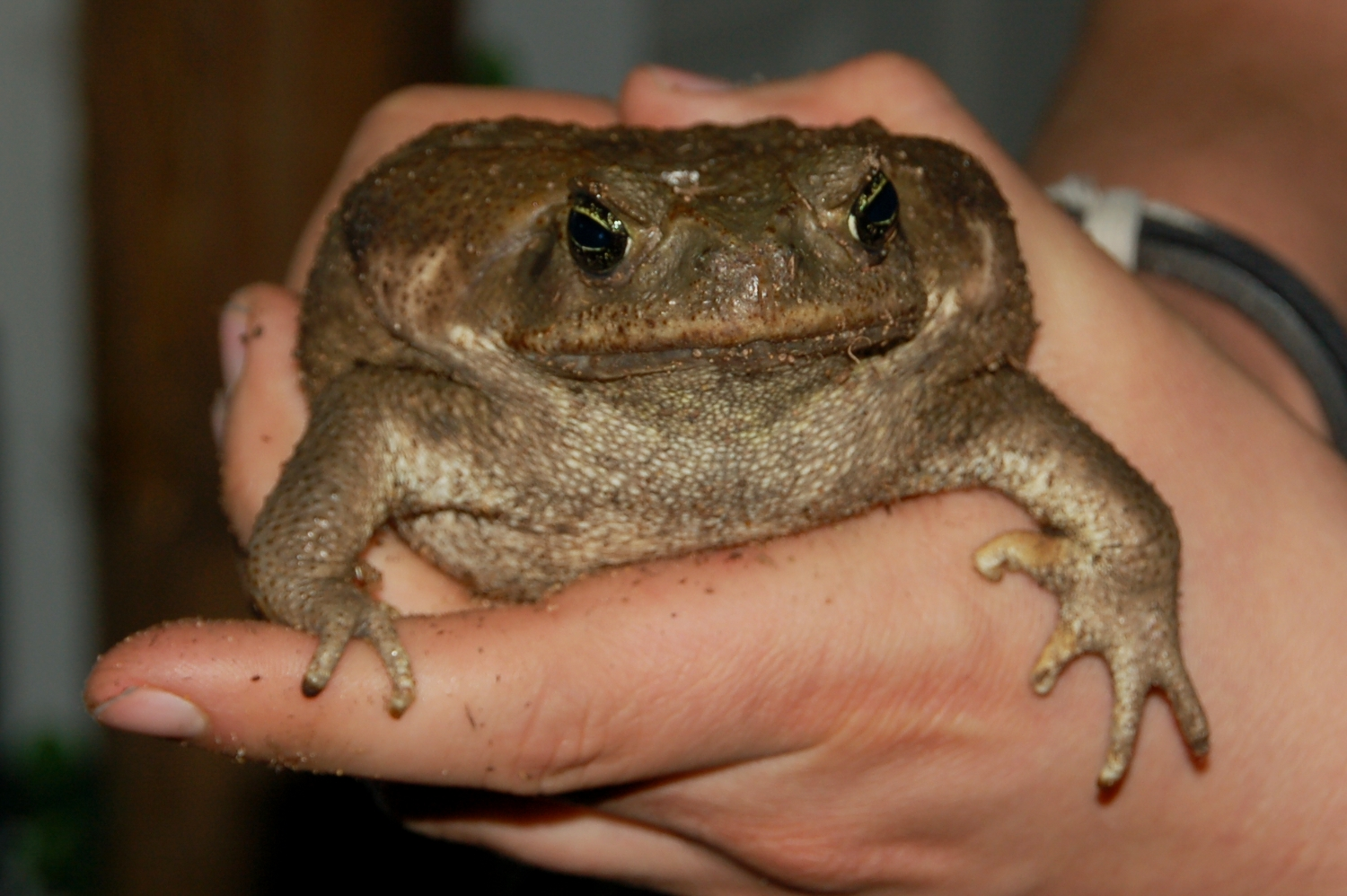
De naam is te danken aan de grootte; hier een gehanteerd exemplaar.

De reuzenpad heeft verschillende Nederlandse namen, zoals agapad, Zuid-Amerikaanse reuzenpad, (suiker)rietpad en zeepad. Op Aruba, waar de soort is geïntroduceerd, wordt de naam sapo gebruikt, wat Spaans is voor 'pad'. De wetenschappelijke naam van de kikker was lange tijd Bufo marinus, wat 'pad van de zee' betekent. Later hebben biologen de soort een andere naam gegeven omdat de kikker minder sterk verwant bleek aan de andere soorten die behoren tot het geslacht Bufo. De huidige wetenschappelijke naam is Rhinella marina maar de oude naam wordt nog veel gebruikt in de literatuur.
De naam reuzenpad slaat op de lichaamslengte van het dier dat behoorlijk fors kan worden. De naam zeepad is afgeleid van de soortaanduiding marina. Dit woord komt uit het Latijn en betekent letterlijk vertaald 'van de zee'. Ook de namen agapad en suikerrietpad worden wel gebruikt, deze slaan op het gewas dat de kikker moest beschermen tegen plaaginsecten, suikerriet.
De reuzenpad behoort tot de familie padden, lange tijd werd deze familie als een aparte 'klasse' gezien, los van alle andere kikkers. Tegenwoordig is dit idee verlaten omdat gebleken is dat er kikkerachtigen zijn die van padachtigen afstammen en vice versa. De reuzenpad wordt daardoor gewoon kikker genoemd net als alle andere kikvorsachtigen.
De reuzenpad werd in 1758 door Carl Linnaeus vermeld in zijn Systema naturae. Oorspronkelijk werd de naam Rana marina gebruikt, wat letterlijk 'kikker van de zee' betekent. Het geslacht Rana wordt tegenwoordig tot de familie echte kikkers (Ranidae) gerekend en niet meer tot de padden (Bufonidae).
| Synoniemen van de reuzenpad Rana marina Linnaeus , 1758 Bufo brasiliensis Laurenti , 1768 Rana gigas Walbaum , 1784 Rana humeris-armata Lacépède , 1788 Bufo marinus ( Linnaeus , 1758 ) Bufo agua Latreille , 1801 Bufo horridus Daudin , 1802 Bufo humeralis Daudin , 1803 Bombinator maculatus Merrem , 1820 Rana maxima Merrem , 1820 Bufo maculiventris Spix , 1824 Bufo lazarus Spix , 1824 Bufo albicans Spix , 1824 Bufo horribilis Wiegmann , 1833 Bufo marinus var. fluminensis Jiménez de la Espada , 1875 Bufo marinus var. napensis Jiménez de la Espada , 1875 Bufo pithecodactylus Werner , 1899 Bufo angustipes Taylor & Smith , 1945 |

## Uiterlijke kenmerken

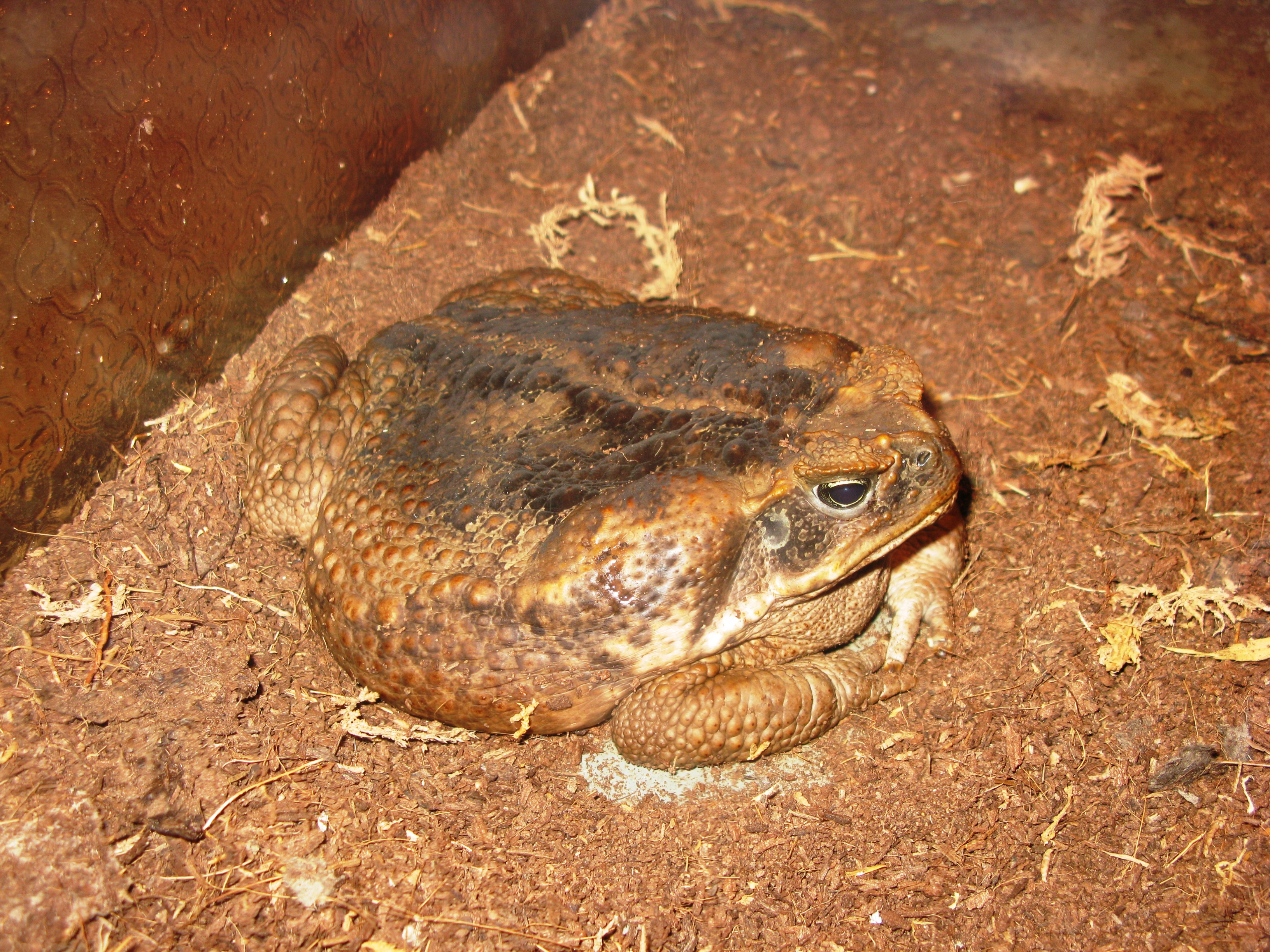
Dikke exemplaren hebben een bijna ronde lichaamsvorm.

De reuzenpad heeft een typisch pad-achtige bouw, het lichaam is zwaargebouwd en gedrongen en heeft een ruwe, wrattige huid. De kop is afgeplat en breed en duidelijk te onderscheiden van de rest van het lichaam.
De reuzenpad is een van de grootste soorten kikkers ter wereld en bereikt een gemiddelde lichaamslengte van 15 tot 18 centimeter exclusief poten. Vrouwtjes worden echter ruim een derde groter dan de mannetjes en de grotere vrouwelijke exemplaren kunnen een lichaamslengte bereiken van meer dan 20 cm. De maximumlengte is ongeveer 25 centimeter en het dier heeft dan een gewicht van ongeveer 1300 gram.
Andere zeer grote kikvorsachtigen zijn de goliathkikker (33 cm) en de reuzenfluitkikker (20 cm).

### Huid
De huidskleur is bruin tot bruingeel of bruingrijs, soms komen afwijkende kleuren voor. Er komen exemplaren voor met een meer oranje, rode, grijze of donkerbruine huidskleur. Ook heel lichte exemplaren zijn bekend, deze hebben vaak donkere vlekken. De buikzijde is altijd lichter van kleur tot witgeel, en heeft kleine donkere en onregelmatige vlekjes.
De huid is bij juveniele exemplaren aan de bovenzijde van de rug voorzien van regelmatige rijen bultjes, die minder zichtbaar worden naarmate de kikker groter wordt. Oudere padden hebben meer onregelmatige 'wratten', deze bestaan uit een onderhuidse klier met aan de bovenzijde één of meerdere verhoornde stekeltjes die de kikker een ruwe huid geven. Er zijn geen twee exemplaren met exact hetzelfde bultjespatroon, iedere kikker heeft een unieke verdeling. De huidinsluitingen van kikkers en padden worden vaak met wratten aangeduid, maar het zijn in feite klieren die de huid voorzien van vocht en tevens een verbinding uitscheiden die micro-organismen doodt. Een aantal klieren scheiden ook een gifstof af, die een bittere smaak geeft aan de kikker wat sommige predatoren op afstand houdt.

### Kop

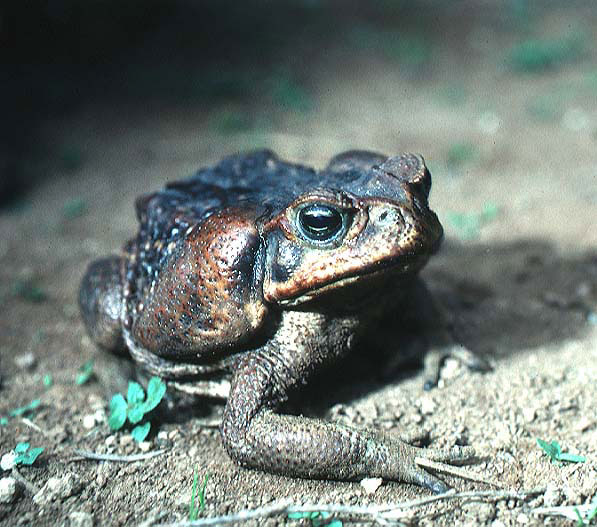
Vooraanzicht met verbeende randen en oorklieren (links)

De reuzenpad heeft een grote afgeplatte kop die vrij gedrongen is, met duidelijk zichtbare ogen en een brede bek. Wat direct opvalt aan de kop zijn de benige randen tussen de ogen en de snuitpunt die een soort helmachtige functie hebben. Dergelijke verbeningen komen hoogst zelden voor bij andere kikkers, maar als ze voorkomen zijn ze nooit zo prominent als bij de reuzenpad. Vooral bij oudere volwassen exemplaren steken ze duidelijk uit en doen denken aan een hockeymasker. De randen lopen aan weerszijden van de kop van de binnenhoek van het oog naar de snuitpunt. De verbeningen komen samen in het midden aan de voorzijde van de snuit. Ook naast het oog, vanaf de voorzijde bezien, is een benige rand aanwezig van de bovenzijde van de binnenooghoek naar de onderzijde van het oog. Als men de snuit van voren bekijkt, lijkt het geheel van randen enigszins op een 'M'. De verschillende verbeende opstaande randen van de kop zijn zeer stevig en hebben een beschermende functie.
De ogen hebben een oranje iris en een duidelijk horizontale pupil. Boven de ogen zijn de oogleden duidelijk zichtbaar aan een dikke rand aan de bovenzijde. Deze dient ter bescherming; als het oog gesloten is ligt deze rand precies boven de oogkas. De structuur heeft wel iets weg van een wenkbrauw, en geeft de kikker een enigszins 'hooghartige starende blik'. Achter de rand van het ooglid zijn aan de bovenzijde dikke, stevige wratten aanwezig die eveneens een beschermende functie hebben.
Achter het oog is een trommelvlies of tympanum gelegen dat duidelijk afsteekt tegen de rest van de kop. Het tympanum heeft een doorsnede die ongeveer de helft is van die van het oog. Achter ieder oog is aan de bovenzijde, naar de rug toe, een langwerpige en verdikte gifklier aanwezig. Deze gepaarde klier wordt wel de oorklier of parotoïde genoemd en is vooral bij oudere exemplaren behoorlijk opgezwollen, de klieren zien eruit als een soort zak die deels over de schouders hangt. De oorklieren zijn voorzien van kleine maar duidelijk zichtbare 'gaatjes', dit zijn de poriën waardoor het gif naar buiten stroomt. Zie voor de werking van deze gifklieren ook onder het kopje verdediging.

### Poten
De poten zijn relatief kort en de vingers aan de voorpoten zijn niet voorzien van zwemvliezen, de tenen aan de achterpoten wel. De zwemvliezen reiken bij de reuzenpad tot ten minste de helft van de teen. De mannetjes krijgen in de voortplantingstijd drie paarkussentjes op de vingers aan de voorpoten, die donker van kleur zijn.
Van alle andere pad-achtige kikkers en padden die voorkomen in het leefgebied van de reuzenpad is de soort hieraan te onderscheiden. Een typisch kenmerk zijn de benige randen aan de voorzijde van de kop, twee enigszins schuine randen die lopen van het oog tot de snuitpunt en overgaan in een enkele, verticale rand aan de voorzijde van de kop. De ogen zijn relatief groot, de pupil is horizontaal wat een gevolg is van de nachtelijke levenswijze. De huid van de kikker is wrattig, met name op de rug en de bovenzijde van de poten zijn vele stekel-achtige bultjes aanwezig. De man heeft over het algemeen een wat wrattigere huid en iets dikkere voorpoten om het wijfje beter vast te kunnen grijpen tijdens de paargreep of amplexus. Mannetjes krijgen in de paartijd ook kleine wratjes op de voorpoten, meestal zijn mannetjes gemakkelijk te onderscheiden doordat ze veel kleiner blijven dan de vrouwtjes.
De kikkervisjes zijn zwart aan de bovenzijde, en zilverachtig grijs met kleine donkere vlekjes aan de onderzijde.

## Voortplanting

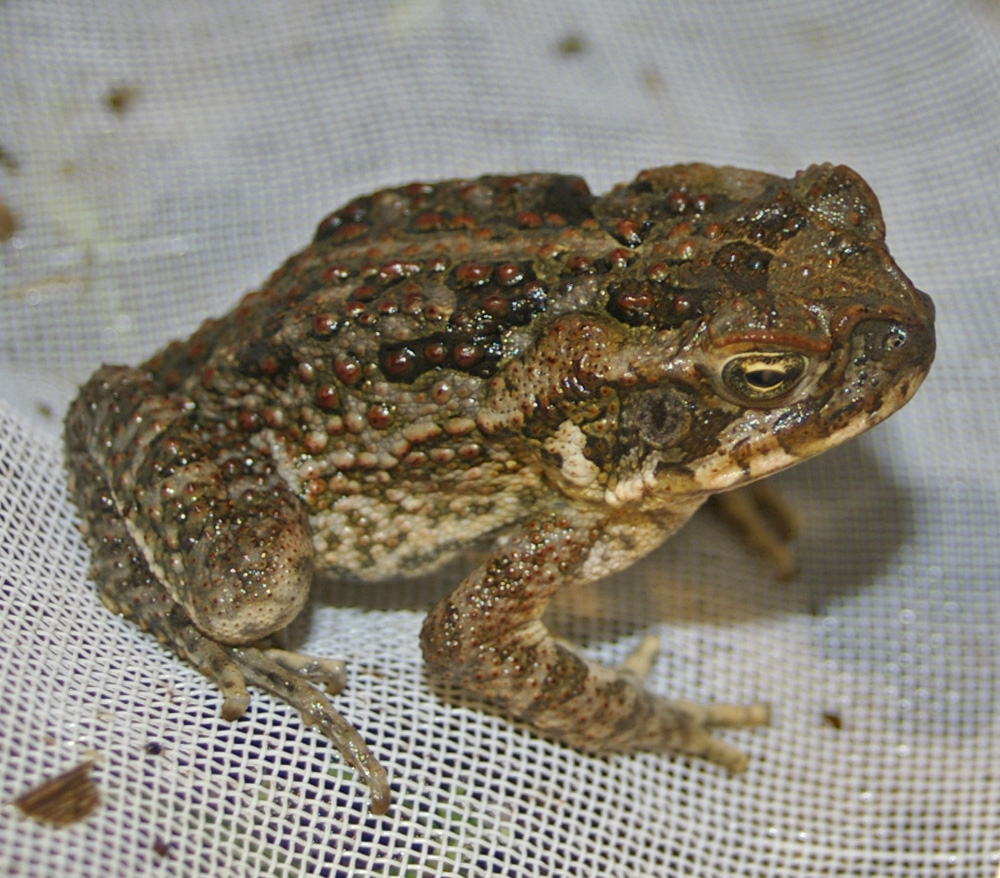
Een juveniel heeft kleinere oorklieren en een verhoudingsgewijs grotere kop.

De reuzenpad is een kolonist die zich heeft gespecialiseerd in een snelle ontwikkeling in tijdelijke wateren, zoals ondergelopen weilanden tot met water gevulde bandensporen. Dit heeft als voordeel dat de tijdelijke wateren, die vaak ondiep zijn, sneller opwarmen zodat de larven zich relatief snel kunnen ontwikkelen. Tevens ontbreken grote roofdieren zoals vissen in dergelijke wateren, zodat ze vrijwel geen vijanden hebben. Het nadeel is dat ze geen waterplanten bevatten die als voedsel kunnen dienen en dat de tijdelijke wateren soms opdrogen, waardoor de larven sterven. Om dit te voorkomen kent de reuzenpad een snelle ontwikkeling van larve tot jonge pad. De jonge dieren zijn echter nog onderontwikkeld in vergelijking met andere soorten en zijn dan nog erg kwetsbaar. Een kikker met een vergelijkbare ontwikkeling is de in Nederland en België levende knoflookpad.
De voortplantingscyclus is afhankelijk van de geografische locatie. In Florida plant de kikker zich gedurende het hele jaar voort. In Australië loopt de paartijd van september tot maart, met een piek in januari.

### Paring
Voordat de eitjes worden afgezet kruipt het mannetje op de rug van het vrouwtje, dit wordt amplexus genoemd. Tijdens de eiafzet loost hij zijn sperma en bevrucht zo de eitjes. Soms wordt door het vrouwtje een nest gemaakt dat bestaat uit een kuiltje aan de oever gevuld met water. Er is een tolerantie voor brakwater.
Vrouwtjes van de reuzenpad kunnen zich verweren tegen mannetjes door zichzelf vol te blazen met lucht. Daardoor worden ze groter en kunnen ongewenste mannetjes die willen paren zo niet op haar rug klimmen om zich vast te klemmen. Een sterker, fitter exemplaar kan dat dan eventueel wel. Als het vrouwtje daarna weer leegloopt, zit het mannetje te stevig op haar rug om nog door anderen verdreven te kunnen worden.

### Ei
Het aantal eitjes van de reuzenpad loopt per bron nogal uiteen, wat te danken is aan het voortschrijdend inzicht van de herpetologie wat resulteerde in een steeds veranderend aantal. In 1949 werd het aantal van 10.000 eitjes per legsel genoemd, later vond Crump in 1974 tussen 4.240 en 12.700 eitjes in Ecuador. Zug en Zug troffen tussen 6.050 en 23.000 eitjes aan in Panama. Herden deed onderzoek in Australië en vond 6.970 tot 36.100 eitjes. Bartlett en Bartlett schatten het aantal in 1999 op 20.000 per legsel. Omdat een reuzenpad echter drie legsels per jaar kan afzetten kan het totale aantal eitjes oplopen tot ongeveer 60.000. Vrouwtjes die jonger of kleiner zijn produceren aanzienlijk minder eitjes dan oudere, grotere vrouwtjes.

### Larve
Na twee tot drie dagen komen de eitjes uit en verschijnen de kikkervisjes. De temperatuurstolerantie loopt uiteen van ongeveer 17 tot 42 °C, daarbeneden bewegen ze zich niet meer. Opmerkelijk is dat de larven bij elkaar blijven en zich niet verspreiden, ze vormen een zwarte laag op de bodem. De kikkervisjes ontwikkelen zich snel; afhankelijk van de watertemperatuur kruipen de padjes na 45 tot 55 dagen aan land. Bij slechte omstandigheden kan het larvestadium maanden duren. De kleine padjes zijn in vergelijking met andere soorten nog onderontwikkeld, ze zijn ongeveer een centimeter lang en hebben een gladde huid. Ze wegen 0,01% van hun uiteindelijke gewicht. Ze verstoppen zich in holle bomen en tussen bladeren en planten om uitdroging en predatie te voorkomen. Minder dan de helft van de juvenielen overleeft het eerste jaar.
De kikkervisjes hebben een bruine tot zwarte kleur, de staart heeft aan de onderzijde een lichtere streep. De vin-achtige afplatting van de staart heeft een halfdoorzichtige grijze kleur. De monddelen van het kikkervisje zijn typisch padachtig, de mondopening is relatief groot en heeft mondrandpapillen en kleine, keratineuze tandjes waarmee laagjes van het voedsel afgeschraapt worden. De kikkervisjes bereiken een totale lichaamslengte van 10 tot 25 millimeter.
De jonge padden verspreiden zich naar nieuwe gebieden en kunnen een gebied snel koloniseren. Juvenielen zijn net als hun ouders vraatzuchtig en groeien zeer snel. Een jonge kikker kan na één jaar al een lichaamslengte van 12 centimeter bereiken.

## Levenswijze

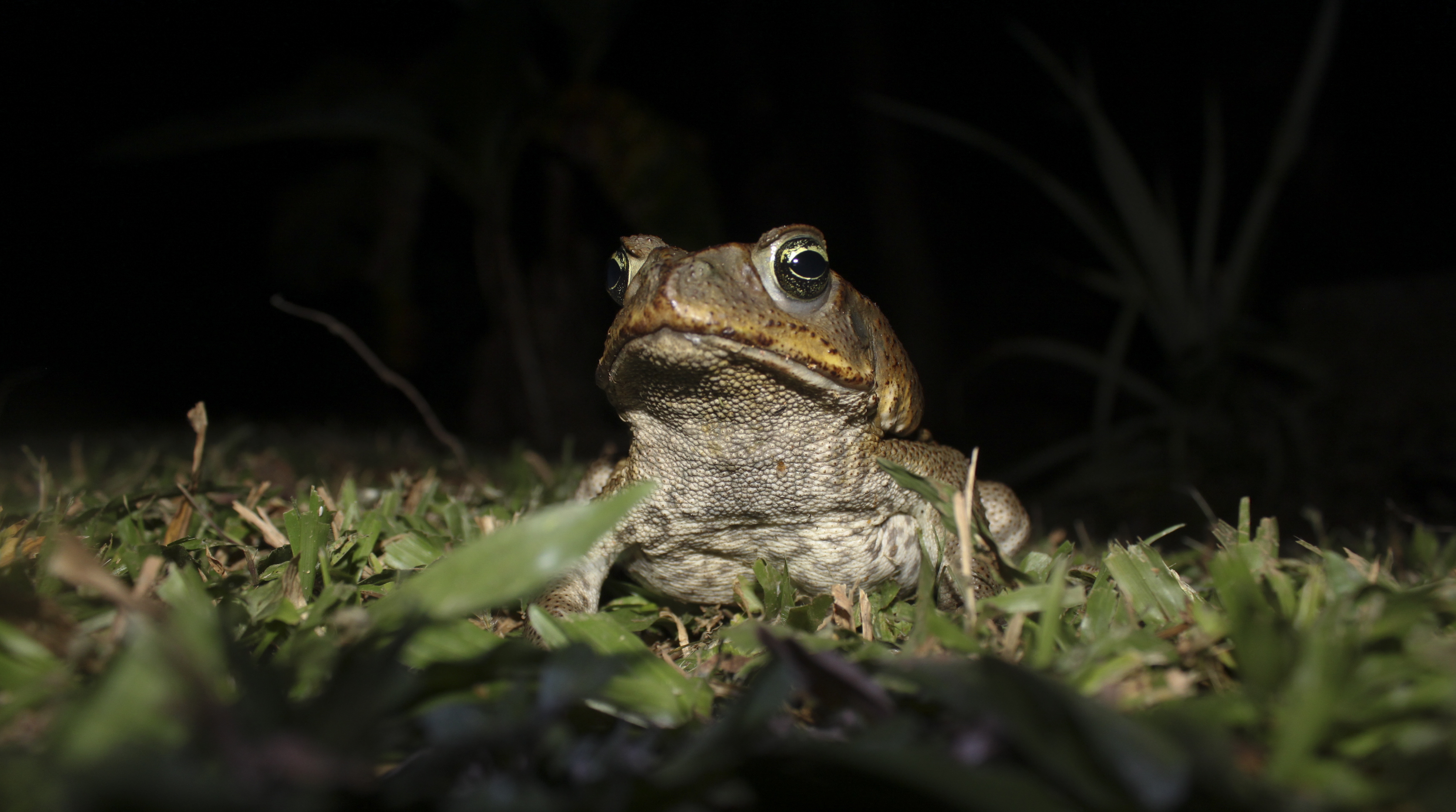
De reuzenpad is 's nachts actief.

De volwassen reuzenpad heeft een hoge temperatuurstolerantie van 5 tot 42 °C. Als de temperatuur hoger wordt, kan de reuzenpad door transpiratie vocht verliezen door de huid, en zo warmte afgeven aan de omgeving. Hoe warmer het wordt, hoe sterker de kikker transpireert. Bij te hoge temperaturen wordt het water opgezocht om af te koelen. In droge gebieden blijft de kikker bij water in de buurt. Als ook het water opdroogt, graaft de kikker zich in de bodem in en wacht op regenval. Bij lagere temperaturen worden de dieren steeds langzamer en uiteindelijk inactief.
De kikker staat bekend als erg gulzig en vrijwel onverzadigbaar. Hierdoor kan het dier een grote hoeveelheid prooien wegwerken en zeer dik worden; de reuzenpad heeft vanaf de bovenzijde bezien soms een bijna rond contour. Dankzij de grote capaciteit om reservestoffen op te slaan, kan de kikker maandenlang zonder voedsel.
De reuzenpad kan niet drinken en voorziet in zijn waterbehoefte door op een natte plek te gaan zitten, het vocht wordt via de huid van de buik in het lichaam opgenomen. Als het dier te lang in het water zit, wordt te veel water opgenomen en kan de pad sterven. De pad heeft een hoge tolerantie voor uitdroging en kan bijna 50% van het lichaamsvocht verliezen zonder hier schade aan te ondervinden.
De reuzenpad is nachtactief, en schuilt overdag onder de bladeren in de strooisellaag of onder stenen en andere objecten. Tijdens de schemering wordt de schuilplaats verlaten en gaat de kikker op zoek naar voedsel. De reuzenpad is een typische landbewoner, die alleen in de voortplantingstijd het water betreedt voor de afzet van de eitjes. Dit is ook de enige periode dat de dieren elkaar opzoeken, de rest van het jaar leven ze solitair. Soms komen de dieren in relatief hogere aantallen voor, maar van leven in groepen is geen sprake. Een hoge verspreidingsdichtheid heeft als gevolg dat de padden relatief kleiner blijven, dit geldt ook voor de kikkervisjes.

### Voedsel

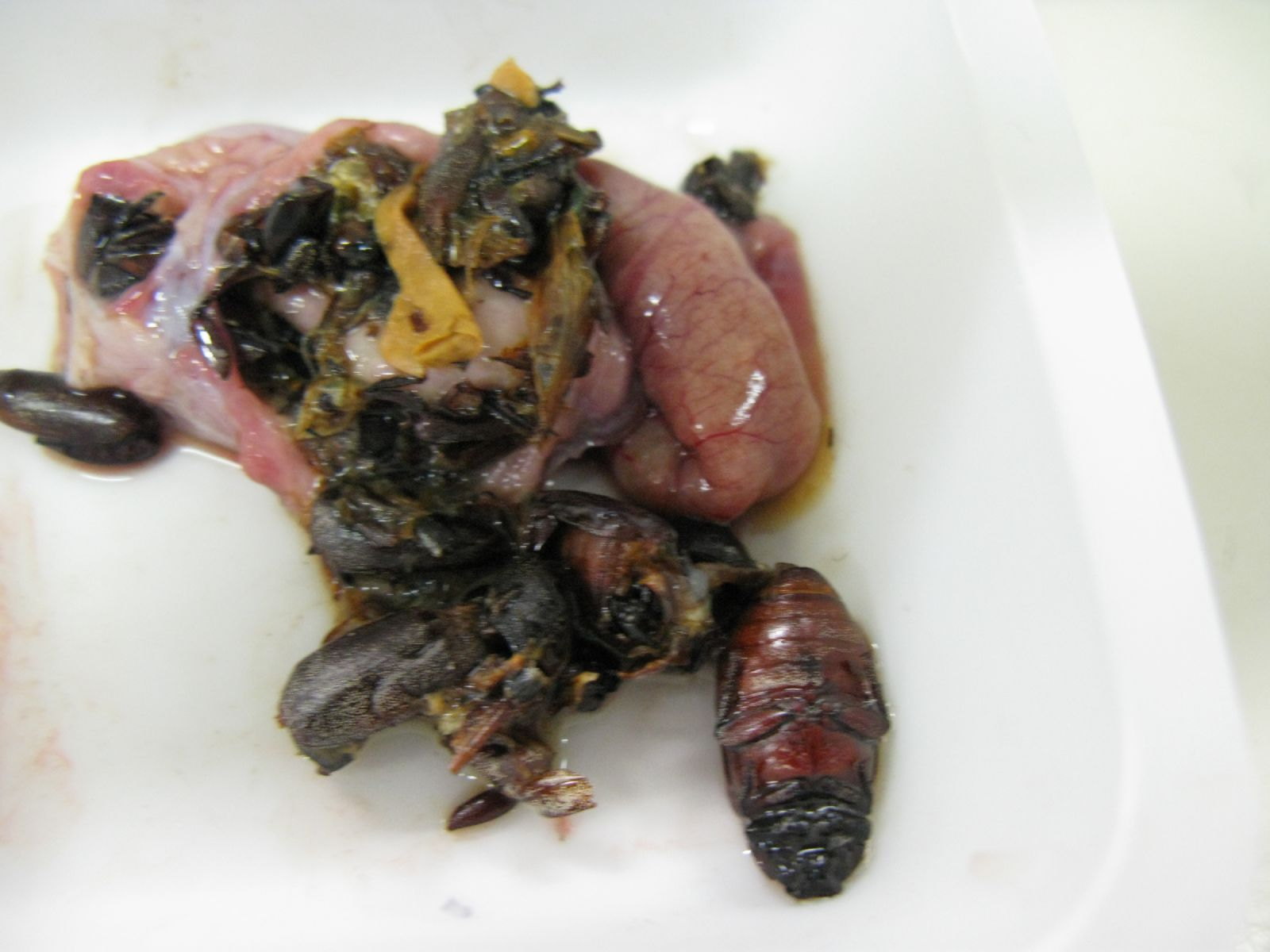
Maag en maaginhoud van een vrouwtje, bestaande uit onder andere kevers en een kakkerlak

De reuzenpad voedt zich voornamelijk met insecten zoals kevers, sprinkhanen, kakkerlakken en mieren en andere kleine ongewervelden als slakken, wormen en duizendpoten. De kikker is vraatzuchtig en kan grote hoeveelheden prooien aan. De kikker kan niet klimmen en verzamelt zijn voedsel op de bodem. In gecultiveerde gebieden zitten ze rond lantaarnpalen en andere lichtbronnen. De kikker hapt naar ieder insect dat op het licht afkomt en te laag vliegt. Er is weleens onderzoek gedaan naar wat er gebeurt als men de padden markeert en ze naar een andere paal brengt; de padden blijken soms terug te keren naar de lichtbron waar ze vandaan gehaald zijn.
Grote exemplaren eten ook grotere prooien waaronder kleine gewervelden zoals andere kikkers, zoogdieren en reptielen. De reuzenpad is niet kieskeurig, er zijn zelfs gevallen beschreven dat de dieren 's nachts de etensbak van honden en katten leeg aten. Van in gevangenschap gehouden exemplaren is bekend dat ze vlees en aas eten. Zelfs kliekjes die bestaan uit plantendelen worden geaccepteerd, zoals overgebleven groenten.
De reuzenpad is in staat stilstaande prooien als zodanig te herkennen, terwijl andere kikkers prooidieren alleen kunnen waarnemen als ze zich bewegen.
De kikker eet naast dieren voor een belangrijk deel ook van planten, wat zeer zeldzaam is bij de kikkers. Vrijwel alle kikkers zijn strikt carnivoor, er zijn wel plantendelen gevonden in de maag van kikkers, zoals dennennaalden, maar dergelijke plantendelen worden als onbewuste 'bijvangst' gegeten bij het verzwelgen van een prooi. De reuzenpad echter eet doelbewust plantendelen als bessen en bloemen. Ook giftige plantendelen worden wel gegeten, als het dier de Strychninehoudende bloesem van de braaknoot eet kan dit voor de kikker zelfs fataal zijn.
De kikkervisjes leven in hoofdzaak van algen maar de ze staan bekend als kannibalen en eten soms hun kleinere soortgenoten op.

### Vijanden
De vijanden van de reuzenpad kunnen worden ingedeeld in twee groepen: de natuurlijke vijanden die voorkomen in het oorspronkelijke leefgebied van de soort en de predatoren die leven in gebieden waar de kikker als invasieve soort voorkomt. De roofdieren die in laatstgenoemde streken leven kunnen de kikker wel doden, maar worden niet zelden vergiftigd door de afweerstoffen van de kikker.
Natuurlijke vijanden van de kikker zijn onder andere krokodilachtigen zoals de breedsnuitkaaiman (Caiman latirostris) en verschillende slangen zoals uit het geslacht Helicops. Van de slang Leptodeira annulata is beschreven dat een net gemetamorfoseerd padje werd gegeten. Van verschillende zoogdieren en vogels wordt vermoed dat ze de kikker eten. Ook de reuzenpad zelf eet regelmatig kleinere soortgenoten, net als veel andere padden is de soort kannibalistisch.
In Australië bijvoorbeeld zijn enkele van de meest gevreesde roofdieren geen partij voor het gif, zoals de Tasmaanse duivel en de zeer giftige bruine slangen (geslacht Pseudonaja) en doodsadders (geslacht Acanthophis). Ook andere Australische dieren die op amfibieën jagen, zoals varanen en kookaburras (een soort ijsvogels) kunnen sterven na het eten van een reuzenpad.

### Parasieten

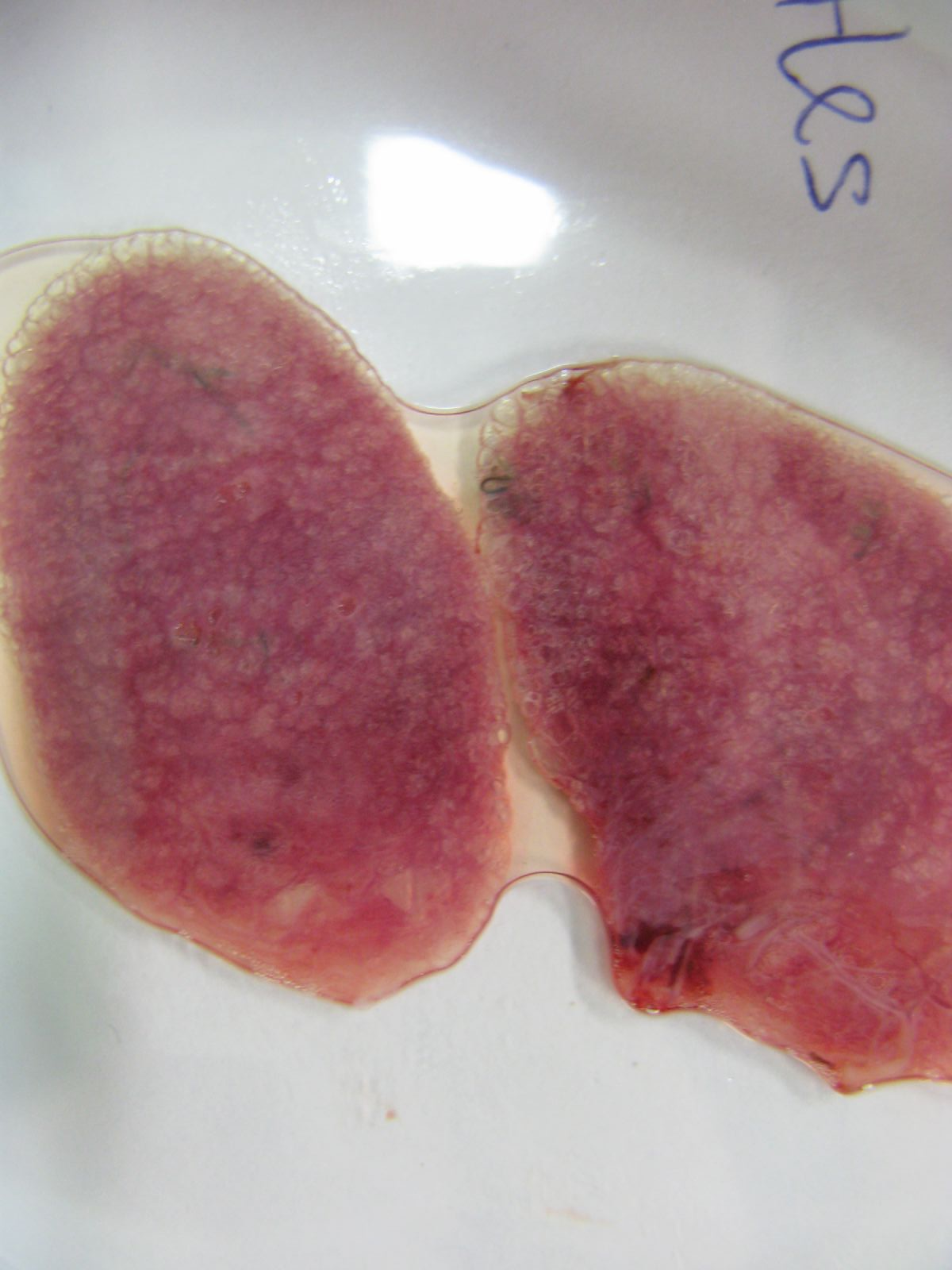
Preparaat van longweefsel van een vrouwtje met verschillende wormvormige parasieten (klik voor vergroting)

De reuzenpad wordt door verschillende dieren geparasiteerd, zoals eencelligen als schimmels en bacteriën. Ook kleine wormachtigen zoals nematoden kunnen de kikker infecteren. Zelfs geleedpotigen kunnen zich manifesteren op de pad, zoals teken uit het geslacht Amblyomma en verschillende nematoden en micro-organismen. Onder andere parasitaire wormen uit de geslachten Gorgoderina en Creptotrema zijn bij de kikker aangetroffen. Voorbeelden van micro-organismen zijn de bacterie Salmonella en de amoebe Tritrichomonas batrachoruw. Van al de genoemde parasieten is echter niet gebleken dat ze de kikker veel schade toebrengen of tot fatale infecties kunnen veroorzaken. Ze verzwakken waarschijnlijk wel de weerstand van de kikker tegen slechte omstandigheden.
Andere nematoden die de kikker infecteren zijn soorten uit de groep Rhabditida en het geslacht Rhabdias. Rhabdias alabialis is al lange tijd bekend, recentelijk is echter nog een andere rondworm ontdekt die in de reuzenpad leeft, Rhabdias paraensis.

### Verdediging
De reuzenpad scheidt ter verdediging een giftige stof af uit klieren die zichtbaar zijn als grote 'bulten' achter de ogen die doorlopen naar de schouder, ze worden parotoïden genoemd. Vrijwel alle kikkers en padden scheiden een bepaald gif af door de huid. Door de zeer grote parotoïden van de reuzenpad is de hoeveelheid gif veel groter, wat de efficiëntie ervan versterkt.
De reuzenpad kan het gif uit de gifklieren persen zodat het naar een vijand wordt geschoten. Het gif kan op deze manier tot meer dan 30 centimeter ver worden afgeschoten.
Het gif wordt opgenomen door de slijmvliezen en weke delen, zoals de ogen en de mond. Het melkachtige gif dat geproduceerd wordt door de reuzenpad bestaat uit tot wel honderd verschillende componenten waarvan bufotoxine de bekendste is. Dit is een op het hart werkend vergif met een effect vergelijkbaar met dat van digoxine. Een bepaalde hoeveelheid van het gif kan een hartstilstand veroorzaken. Er zijn wel fatale vergiftigingen beschreven van overmatig inwendig gebruik van middelen met paddensecreet als afrodisiacum. Ook wordt het gif wel gebruikt als 'drug' door aan de kikker te likken of de huid te roken. De werkzame stof, bufotenine, veroorzaakt een verhoging van de bloeddruk en kan een hallucinogene werking hebben. Zie voor het gebruik van de kikker als drug verder ook het kopje In de Australische cultuur. Honden kunnen vergiftigingsverschijnselen ontwikkelen na het bijten van een pad. De mortaliteit was in een onderzoeksserie van 94 incidenten echter vrij gering: slechts ongeveer 5%. Over de giftigheid van deze kikker doen veel spectaculaire verhalen de ronde, veel daarvan zijn echter niet waar.
Opmerkelijk is dat een aantal niet-natuurlijke vijanden in Australië een manier heeft gevonden om de kikker toch op te eten en dit te overleven. Verschillende dieren als vogels hebben geleerd de kikker eerst op de rug te draaien en de buikzijde aan te vallen, zodat contact met de gifklieren wordt vermeden. De boomkikker Litoria dahlii lijkt immuun voor het gif van jonge padden en kikkervisjes die worden gegeten zonder dat de kikker daar last van heeft. Deze waarneming is echter slechts uit het laboratorium bekend bij dode prooien, of de dieren ook in het wild levende padjes of larven eten is onbekend. Bepaalde slangen, zoals de zwarte adder (Pseudechis porphyriacus), hebben kleinere kaken ontwikkeld zodat ze geen grote padden meer kunnen eten en zichzelf niet vergiftigen.

## Verspreiding en habitat

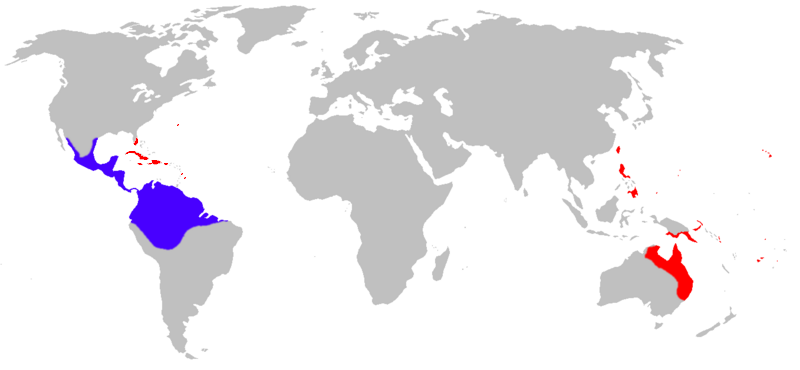
Verspreiding van de reuzenpad
Natuurlijk verspreidingsgebied
Gebieden waar de soort is uitgezet

De reuzenpad komt voor in Amerika, van zuidelijk Noord-Amerika tot in noordelijk Zuid-Amerika: van de Verenigde Staten en Mexico tot Bolivia, Brazilië en Peru. De kikker is echter over de hele wereld verspreid geraakt omdat het dier als insectenverdelger werd ingezet bij de bestrijding van plaaginsecten. Zo is de soort terechtgekomen in de Antillen, op Hawaï, de Filipijnen, Taiwan, Japan (Riukiu-eilanden), Nieuw-Guinea, Fiji, Australië en verschillende eilanden in het Pacifisch Gebied. In sommige van deze landen, met name in Australië, is de kikker zelf echter een ecologische ramp geworden.
Als exoot is deze soort in veel landen bewust uitgezet, van Japan tot de Antillen. In sommige gebieden voldeden ze aan de verwachtingen, maar in andere gevallen ontwikkelden ze zich tot een invasieve soort. Vooral in Australië blijkt de kikker een ecologische ramp. Dit is zowel het gevolg van voedselconcurrentie met als directe predatie op andere kikkers door de reuzenpad. De problematiek rond de reuzenpad staan in schril contrast met de status van vrijwel alle andere kikkers en padden, die in aantal en verspreidingsgebied achteruitgaan.
De reuzenpad leeft rond het Amazonegebied in tropische regenwouden in de nabijheid van water. Omdat de kikker een hoge tolerantie heeft voor aanpassingen van het leefgebied, komt de soort ook voor in andere, drogere biotopen, zoals graslanden, bossen en zelfs gecultiveerde gebieden als tuinen en parken. In sommige streken komt de kikker zelfs de ongerepte omgevingen en houdt zich uitsluitend op in door de mens aangepaste omgevingen, als het maar niet té droog wordt en er voldoende voedsel aanwezig is. Dat de kikker ook in droge klimaten kan overleven, bewijst zijn aanwezigheid op Aruba.
De alternatieve Nederlandse naam zeepad en de soortaanduiding marina (van de zee) verwijzen naar de voorkeur voor zoete tot brakke wateren langs de kust waar de kikker het meest wordt aangetroffen, zoals mangrovemoerassen, al is dit niet in het gehele verspreidingsgebied het geval. De reuzenpad kan in zeewater echter niet overleven, de bioloog Krakauer onderzocht de tolerantie voor zout water en ontdekte dat een concentratie van 10% getolereerd wordt, maar 15% is al snel fataal is.

### De reuzenpad in Australië

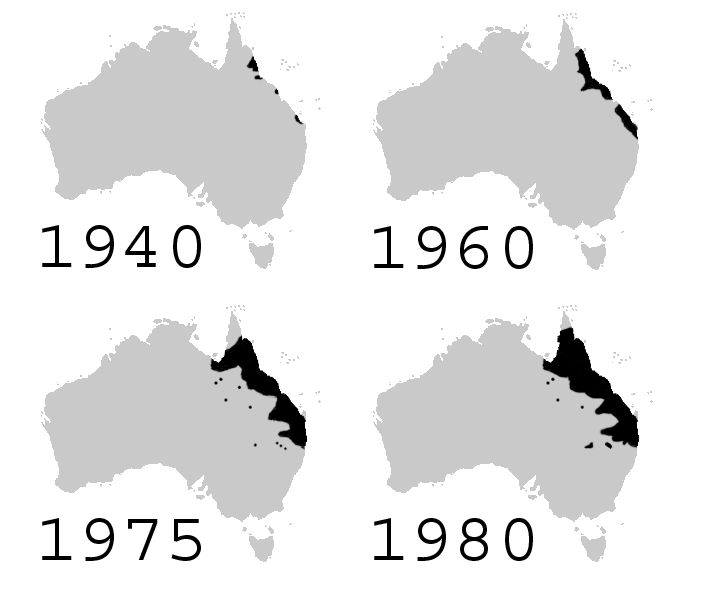
De opmars van de reuzenpad in verschillende stappen. Anno 2007 is het dier ook in Top End van het Noordelijk Territorium te vinden.

In 1935 werd de reuzenpad uitgezet in Australië, met als doel de suikerrietplantages te beschermen tegen verschillende kevers uit de familie bladsprietkevers (Scarabaeidae). Met name de soort Dermolepida albohirtum, die in het Engels cane beetle (suikerrietkever) wordt genoemd is een schadelijke kever. Ook verschillende soorten uit het geslacht Lepidiota zijn berucht als plaaginsecten op suikerriet, zoals de soort Lepidiota frenchi.
Met name de larve van de kever is vraatzuchtig en tast de planten aan zodat de oogst van de plantages vermindert. De larven leven ondergronds en eten van de wortels van de plant. De uitgestrekte suikerrietplantages in Australië waren in de jaren 30 van de twintigste eeuw een belangrijke bron van inkomsten voor de bevolking. Er waren in die tijd echter nog geen effectieve pesticiden en de enige bestrijdingsmethode die voorhanden was bestond uit het verzamelen van de kevers van de bladeren van de plant. De reuzenpad was eerder succesvol uitgezet als insectenverdelger in plantages op Hawaï en Puerto Rico, beide bestaan overigens uit kleine eilanden.
In 1935 werden 102 exemplaren uit Hawaï overgebracht naar Queensland, later zouden nog meer exemplaren worden ingevoerd. De opmars van de reuzenpad heeft verschillende oorzaken, in de eerste plaats het grote aanpassingsvermogen, de snelle voortplanting, de giftigheid van het dier en de brede voedselkeuze. Daarnaast ontbreken in niet-natuurlijke gebieden gespecialiseerde vijanden en parasieten waardoor de kikker zich ongestoord kan vermeerderen. Het belangrijkste zijn echter de eigenschappen, de voortplanting, de levenswijze en het gedrag van de pad. De reuzenpad plant zich zo snel voort omdat een legsel tienduizenden eieren kan bevatten, die direct giftig zijn, ook de kikkervisjes zijn giftig. De kikkervisjes zijn alleseters die in vrijwel iedere biotoop kunnen overleven. Ze ontwikkelen zich relatief snel en veranderen in heel kleine padjes, die zich als ze eenmaal het water hebben verlaten verspreiden over land.
De reuzenpad is zo berucht om zijn schadelijkheid dat de soort een icoon is geworden voor invasieve soorten. De treurmaina (Acridotheres tristis) bijvoorbeeld, een vogel die andere vogels verjaagt en hierdoor als plaagsoort wordt gezien, heeft als bijnaam flying cane toad ofwel 'vliegende reuzenpad.
Het mislukken van de introductie van de reuzenpad heeft als belangrijkste oorzaak het feit dat de pad niet in dezelfde microhabitat leeft als de beoogde prooi. De kikker komt zijn potentiële prooien -bladsprietkevers die aan de plant vreten- simpelweg niet tegen. De volwassen kevers leven van de bladeren hogerop in de plant, de reuzenpad is daarentegen een typische bodembewoner die niet kan klimmen. De larven van de kever zien eruit als kleine witte rupsen en ze leven van de wortels en bevinden zich permanent ondergronds. De reuzenpad graaft weleens holletjes maar doet dit nooit om naar prooien te zoeken. Ook boden de plantages door de riet-achtige begroeiing en het ontbreken van stenen en andere objecten geen goede schuilmogelijkheden. Een gevolg was dat de padden de plantages verlieten en naar de aangrenzende irrigatiekanalen en uiteindelijk naar natuurgebieden trokken. Hier bleek de kikker zich uitstekend thuis te voelen waarna binnen enkele decennia een snelle opmars volgde. De introductie van de kikker bleek uiteindelijk een ecologische ramp, en staat tegenwoordig bekend als hét voorbeeld van een invasieve soort. Dit is een exoot die andere diersoorten weg concurreert of op het menu heeft staan.
In de jaren 60 en 70 werden de gevolgen duidelijk; de kikker was bezig aan een opmars. De soort had zich tientallen jaren lang ongemerkt kunnen verspreiden en doken steeds westelijker op. Het kon ook niemand meer ontgaan; sommige wegen worden rond de paartijd bedekt met een permanente glibberlaag van dode padden, wat gevaarlijk is voor automobilisten. Een ander nadeel is dat de kikkers met hun gekwaak de bevolking uit haar slaap houdt. Daarnaast moeten huisdieren als honden en katten in sommige streken binnenshuis worden gehouden omdat ze risico op vergiftiging lopen na het bijten van een pad.
De huidige status van de reuzenpad is dat het dier een verspreidingsgebied heeft van ongeveer 500.000 vierkante kilometer, een verspreidingsdichtheid kent van 2000 exemplaren per hectare in recentelijk gekoloniseerde gebieden en het verspreidingsgebied zich in westelijke richting verplaatst met een snelheid van 27 tot 50 kilometer per jaar.

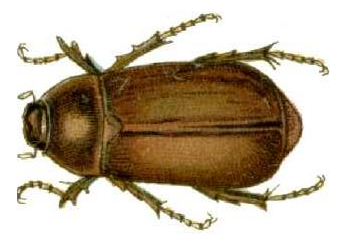
Kevers uit het geslacht Lepidiota zijn een plaag op suikerriet, afgebeeld is Lepidiota consotbrina.

Niet alleen prooidieren worden slachtoffer, maar ook predatoren die de kikker eten. Dit komt doordat de fauna van Australië zich geïsoleerd heeft ontwikkeld, en niet bekend is met bufotoxine, het gif dat de reuzenpad draagt. Verschillende dieren zoals giftige slangen (Pseudechis australis) en kikker-etende vogels als de zwarthalsooievaar werden dood aangetroffen na het eten van de pad. Ook in zoet water levende krokodilachtigen en varanen verdwenen na de komst van de reuzenpad. Volgens wetenschappers is de achteruitgang van de varanen zo groot dat het aantal jonge zeekrokodillen explosief is gestegen doordat de eitjes van de krokodil, een belangrijke voedselbron van de varanen, niet meer worden opgegeten. Voor een stijgend aantal zeekrokodillen hoeft niet gevreesd te worden omdat een hoger aantal jongen resulteert in een grotere sterfte door predatie door andere dieren. Varanen staan sinds lange tijd op het menu van de Aboriginals, de oorspronkelijke bewoners van Australië, maar door de zeldzaamheid wordt de varaan nu met rust gelaten. De bedreigde dwergbuidelmarter (Dasyurus hallucatus), een carnivoor buideldier, is in een aantal streken waar de kikker zijn introductie heeft gedaan, zoals in Nationaal park Kakadu, in aantal gedecimeerd.
De verspreiding van de reuzenpad in Australië toont een opmerkelijk staaltje van evolutie. De exemplaren die zich het snelst voortbewegen, komen het vaakst voor langs de randen van het verspreidingsgebied. Omdat dergelijke snelle exemplaren meestal de dieren zijn die het vaakst trekken, hebben ze vaker langere achterpoten dan exemplaren die minder vaak trekken. Hierdoor komen dergelijke zich snel verspreidende padden vaker terecht in de randen van het verspreidingsgebied van de reuzenpad. Hier komen ze meestal andere exemplaren tegen met relatief langere achterpoten, zodat het nageslacht eveneens een grotere kans heeft op lange achterpoten en dit effect versterkt zichzelf hierdoor.

## In de cultuur

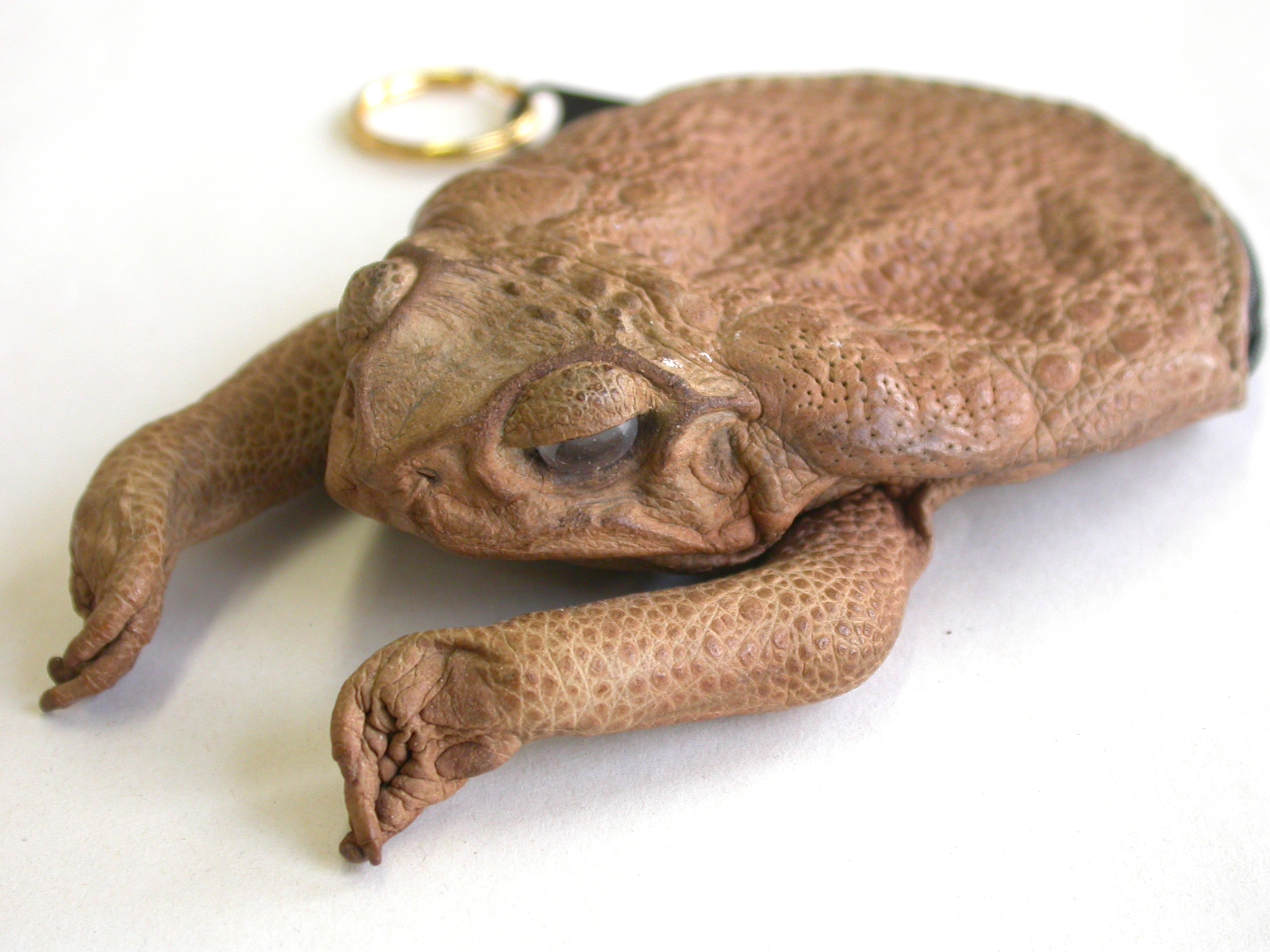
Sleutel-etuitje gemaakt van leer van de reuzenpad

De Australiërs zijn creatief bij het verwerken van de plaag. Van reuzenpadden worden in Australië allerlei leren gebruiksvoorwerpen gemaakt. Zo worden van de kop, voorzijde en achterzijde van de kikker sleutelhangers, portemonnees en handtasjes gemaakt. Van de huid kan leer worden gefabriceerd voor bijvoorbeeld laarzen of hoeden en de pootjes worden tot gelukspootjes in de vorm van sleutelhangers verwerkt. De gevangen padden worden ook wel verwerkt tot vloeibare meststof.
De ongewenstheid van de reuzenpad heeft nog meer voordelen; hun gif wordt in laboratoria geïsoleerd en wordt verwerkt gebruikt als grondstof bij de productie van medicijnen. De reuzenpad is een populaire soort bij anatomielessen en worden op grote schaal door leerlingen ontleed. In de farmaceutische industrie wordt de kikker gebruikt als proefdier. Door de grootte en hanteerbaarheid zijn ze geliefd in terraria en worden over de hele wereld geëxporteerd als huisdier. De soort staat bekend als makkelijk, is een goede eter en heeft niet veel ruimte nodig. Net als veel padden beweegt de reuzenpad het liefst zo min mogelijk. De reuzenpad kan tientallen jaren oud worden.
Reuzenpadden kunnen worden gegeten, in de streken waar ze van nature voorkomen wordt de van gifklieren voorziene huid evenals de inwendige organen verwijderd. Het vlees wordt vervolgens geroosterd en zou naar kip smaken. Ook op andere manieren wordt de reuzenpad 'geconsumeerd' om hallucinogene effecten te verkrijgen. Hoewel een andere, Midden-Amerikaanse pad, Incilius alvarius hiervoor veel geschikter is. Van de reuzenpad zou men als men eraan likt hallucinerende effecten ondervinden. Ook wordt de huid van de kikker gevild, gedroogd, opgerold en vervolgens als een joint gerookt.

### Bestrijding
]

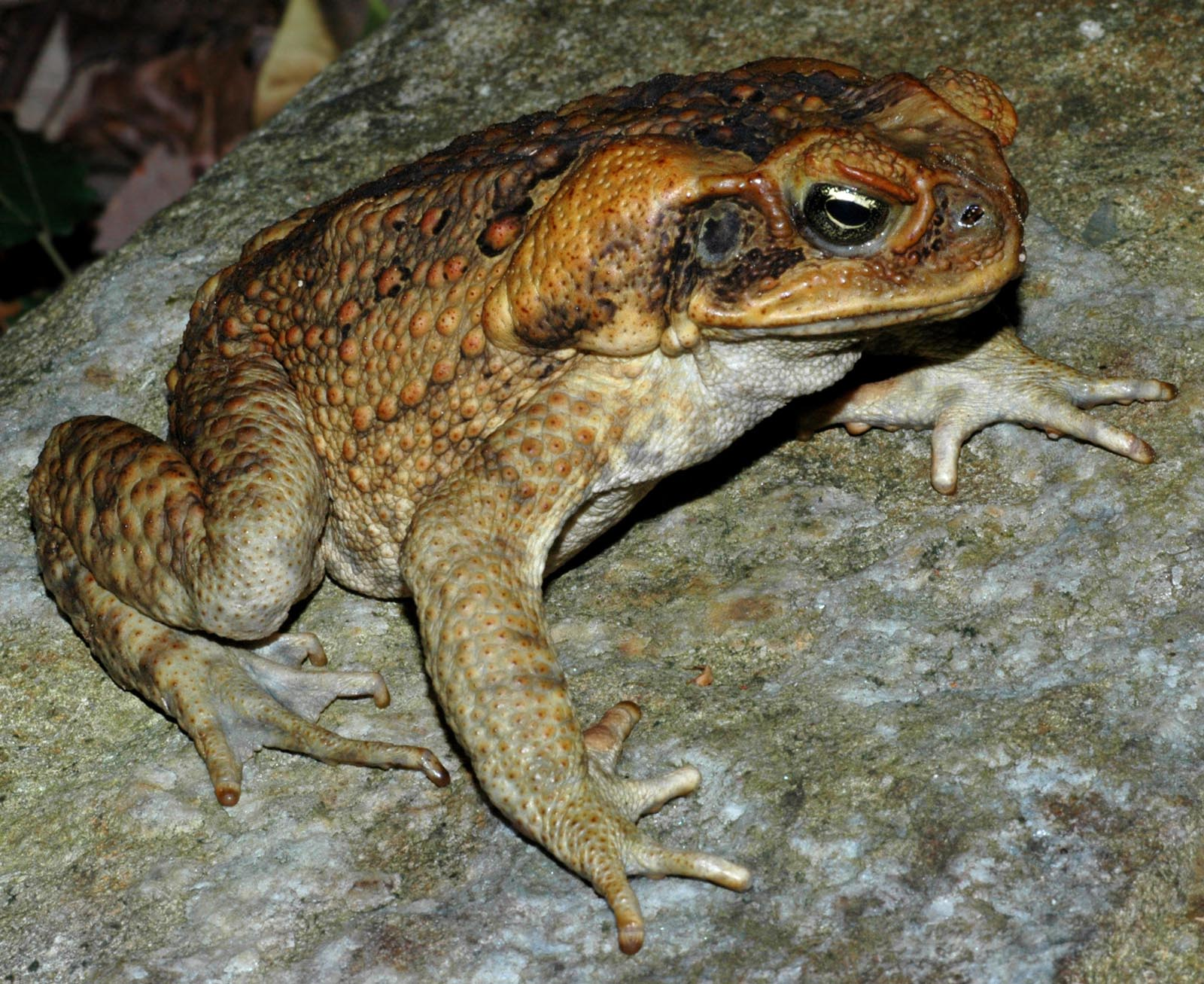
Exemplaar uit Springbrook National Park (Australië)

Er zijn nog geen manieren om de reuzenpad specifiek aan te pakken zonder andere amfibieën schade toe te brengen behalve ze handmatig te rapen. Sommige Australiërs maken er een sport van om er zo veel mogelijk plat te rijden en padmeppen is een serieus beroep geworden omdat golfbanen, hotels, krokodillenfarms en veehouders graag betalen voor een paddenvrij terrein.
De Australische regering heeft al tientallen jaren een voorlichtingscampagne over wat men wel en niet moet doen om een steentje bij te dragen aan het indammen van de plaag. De Australische Minister-president van het Noordelijk Territorium heeft opgeroepen een nationale paddendag te houden waarbij de bevolking probeert zo veel mogelijk padden te vangen. Zijn oproep om kinderen de padden te laten doodslaan en in te leveren in ruil voor geld kwam hem op kritiek te staan.
De meest humane methode is de padden bevriezen omdat ze sterven in een comateuze toestand, maar met stikstof bevriezen is erg duur. Ook inheemse paddensoorten die immuun zijn voor het gif in jonge reuzenpadjes worden gekweekt en uitgezet. Toch kan waarschijnlijk alleen bestudering van de specifieke leefgewoonten van deze soort misschien een oplossing bieden. Enkele aanknopingspunten zijn;
- Een verschil met alle andere Australische kikkers en padden is dat de larven zich meestal als een deken gedragen; ze verspreiden zich niet, maar blijven bij elkaar en vormen een zwarte plek op de bodem van een waterpartij.
- De reuzenpad is zelfs als ei en larve giftig, maar tijdens de metamorfose niet, gedurende ongeveer een week. Gedurende deze tijd is de kikker het kwetsbaarst.

Een mogelijke bestrijdingsmethode is de inzet van een virus, een zogenaamd Ranavirus dat amfibieën en vissen infecteert. Dit virus bleek echter ook inheemse kikkers te doden. Er wordt gezocht naar een ander virus, dat groter is en makkelijk te manipuleren. Diverse laboratoria zijn bezig met de ontwikkeling van een virus dat specifiek de reuzenpad doodt. Tegenstanders vrezen echter dat het virus ook andere amfibieën aan zal tasten, waardoor de bestrijding van de reuzenpad een nog grotere ramp zal worden dan het dier zelf. Een andere mogelijke bestrijdingsmethode is door RNA interferentie de ATPases van de kikker te manipuleren. ATPases zijn enzymen die bij de reuzenpad speciale aanpassingen hebben om het dier te beschermen tegen zijn eigen gif. Als deze bescherming wegvalt zullen de padden zichzelf vergiftigen.
Ten slotte wordt ook geprobeerd de geslachtschromosomen aan te passen, zodat alleen mannetjes worden geboren en de soort zich niet meer in stand kan houden.
Wetenschappers hebben ontdekt dat de padden zich aanpassen op hun snelle verspreiding; ze krijgen langere poten. Dit heeft echter als nadeel dat ziektes aan de wervelkolom bij langpotige exemplaren zich vaker manifesteren. In hoeverre er sprake is van een groeistoornis of epidemie en of de afwijking de opmars van de reuzenpad zal vertragen is onbekend en wordt onderzocht.
Begin 2008 maakte de Nederlandse student dier- en veehouderij Jordy Groffen bekend een andere methode te hebben ontdekt om het dier te bestrijden. Groffen had een op de kikker in de longen parasiterende worm ontdekt die dodelijk bleek voor kleine exemplaren of ze kleiner doet blijven. Door besmette padden te introduceren in niet-besmette populaties wordt de kikker bestreden. Resultaten zullen moeten uitwijzen of de bestrijding effectief is.